# Oecetis purusamedha
Oecetis purusamedha is een schietmot uit de familie Leptoceridae. De soort komt voor in het Oriëntaals gebied.